# ドムィトレーンクィ (キーウ州)
ドムィトレーンクィ（ウクライナ語：Дмитре́нки；意訳：「ドムィトレーンコの町」）は、ウクライナのキーウ州ビーラ・ツェールクヴァ地区にある村。レプヤーシュカ川とホローブラ川の河岸に位置する。1600年に町として創建された。村名は「ドムィトレーンコ」（ドムィトローの子）というウクライナ人の名字に由来する。面積は約1.8km²（2005年）。人口は447人（2005年）。古名はドムィトルーシュクィ（Дмитрушки）。